# Martina Moravcová
Martina Moravcová (Trnava, 16 de janeiro de 1976) é uma nadadora eslovaca, ganhadora de duas medalhas de prata em Jogos Olímpicos.
Em 1999 foi nomeada a Nadadora do Ano da NCAA
Moravcová foi recordista mundial em piscina curta dos 100 metros borboleta, em 2002; e dos 100 metros medley entre 1998 e 1999.